# 愛媛県道31号宇和三間線
愛媛県道31号宇和三間線（えひめけんどう31ごう うわみません）は、愛媛県西予市から宇和島市に至る県道（主要地方道）である。

## 概要
愛媛県西予市宇和町下川と宇和島市三間町務田を結ぶ。

### 路線データ
- 起点: 西予市宇和町下川（愛媛県道29号宇和野村線交点）
- 終点: 宇和島市三間町務田（愛媛県道57号広見三間宇和島線交点）

## 歴史
- 1993年（平成5年）5月11日 - 建設省から、県道宇和三間線が宇和三間線として主要地方道に指定される[1]。

## 路線状況

### 重複区間
- 愛媛県道283号広見吉田線（宇和島市三間町務田 地内）

### 道路施設
- 道の駅みま

## 地理

### 通過する自治体
- 西予市
- 宇和島市

### 交差する道路
- 愛媛県道29号宇和野村線（起点）
- 愛媛県道279号西谷吉田線（宇和島市三間町則）
- 愛媛県道283号広見吉田線（宇和島市三間町務田）
- 松山自動車道 三間インターチェンジ・愛媛県道283号広見吉田線（宇和島市三間町務田）
- 愛媛県道57号広見三間宇和島線（終点）

### 沿線にある施設など
- 宇和島市立成妙小学校